# Rover 10/25
La Rover 10/25 est une automobile de classe polyvalente fabriquée par l'ancien constructeur britannique Rover à partir du milieu de l'année 1927 jusqu'en 1933.

## Historique
Elle était fabriquée à Tyseley, un quartier de la ville de Birmingham à environ 15 000 exemplaires.
Rover augmenta l'alésage de la 9/20 de 3 mm et renomma le modèle 10/25 pour indiquer que la puissance fiscale du moteur augmente de 10 pour 25 % de puissance supplémentaire.

## Châssis
Avec le châssis des Rover 8 et Rover 9/20, la 10/25 avait des essieux rigides et des suspensions à ressort semi-elliptiques à l'avant et tiers-elliptiques à l'arrière. Le moteur à soupapes en tête de quatre cylindres voit sa cylindrée augmentée de dix pour cent à 1185 cm³. Les roues arrière propulsent la voiture par l'intermédiaire d'une boîte à trois vitesses. Il y avait des freins à expansion sur les quatre roues. La magnéto d'allumage est remplacée par une bobine en 1929.

### Carrosseries Weymann
Les carrosseries disponibles à 2 places ou à 4 places ont été: randonneuse ouverte, randonneuse semi-sportive ou berline 4 places.
Les berlines 4 places furent fournies avec une carrosserie Weymann en tissu construite par Rover sous licence Parkside. Une carrosserie Paris  standard avec toit escamotable est rebaptisée Riviera. Les fenêtres de la berline ont des panneaux coulissants doubles pour la ventilation.
L'équipement dans la Paris inclut: la sellerie cuir, cinq lampes, deux avertisseurs électriques, une horloge de huit jours, un essuie-glace automatique, un ventilateur et un éclairage de toit, des compagnons, un store arrière contrôlable à partir du siège du conducteur, la grille à bagages pliable, etc. Le modèle Riviera a les mêmes équipements, mais en plus le toit est souple et peut se replier comme une ordinaire cagoule sur environ les deux tiers de sa longueur.
En octobre 1928, le capot est allongé et un coupé sport Weymann est ajouté à la gamme, à quatre places et deux portes de 40 pouces (un mètre).
|  |  |

|  |  |

|  |  |

Une finition Regal haut-de-gamme est disponible pour toutes les carrosseries à partir de 1928. Pour un surcoût de 12 pour cent, il y a un toit ouvrant, des pare-chocs (tampons) à l'avant et à l'arrière, du verre de sécurité, des servo-freins à dépression, deux roues de secours et des tapis spéciaux.

### Carrosserie tout-acier
La Riviera à carrosserie Weymann et la Sportsman's Coupé furent rejoints en août 1930 par un modèle "carrossé". Pressed Steel fournissait ces carrosseries d'acier à Rover, peintes et parées, pour un prix beaucoup plus bas que le coût de la carrosserie maison Weymann, mais Rover facturait au même prix les trois modèles entièrement équipés avec pare-brise en verre de sécurité, essuie-glace électrique et grille à bagages. Les carrosseries étaient nouvelles, plus spacieuses et avaient une nouvelle forme. Des roues fil étaient en option à 5£.
|  |  |

Parents méconnus
|  |  |  |

### Family 10
Annoncée en août 1930, la berline "de sécurité" en acier avec pare-brise en verre de sécurité est au catalogue avec la berline et le coupé Weymann portant ce nouveau nom, mais c'est toujours la même voiture sur le même vieux châssis Rover 8, avec une suspension arrière améliorée, des ressorts semi-elliptiques remplacent les tiers-elliptiques de la voiture précédente. La Family 10 continua après juillet 1932 à côté de la nouvelle 10 Spécial. Un toit coulissant, un boîtier de direction à came et un nouveau type de calandre de radiateur améliorant l'apparence de la Family 10, partagée avec le nouveau modèle. La 10 Spécial propose en option une boîte à quatre vitesses.
Essai routier
Le correspondant du Times rapporta que la douce et silencieuse berline acier pouvait atteindre 74 km/h en ligne droite. Une fois lancée, l'accélération semblait satisfaisante. Le grand capot et le petit moteur facilitent l'accès aux composants. Les contrôles sont bons, la direction est légère et stable, les freins sont efficaces. Il y eut un ou deux grincements de carrosserie durant l'essai.
En février 1932 "à la suite d'une réorganisation de la gestion de l'entreprise" Rover annonça le renforcement du châssis de la Family 10 en utilisant du matériel de plus gros calibre et un croisillon revu pour améliorer la rigidité en torsion. Ces améliorations étaient, dirent-ils, les résultats de longs essais sur des routes plus rudes en Nouvelle-Zélande et en Australie, effectués afin de rendre la voiture adaptée pour une utilisation à l'étranger. L'essence est maintenant extraite du réservoir par une pompe Autovac. Une boîte à quatre vitesses avec troisième silencieuse était de série sur la voiture de luxe et en option sur les autres. Les freins et la suspension ont également été améliorés. Il y avait aussi des améliorations dans la voiture de luxe, des détails maintenant parés et cachés.